# Прецо
Прецо (итал. Prezzo) је насеље у Италији у округу Тренто, региону Трентино-Јужни Тирол.
Према процени из 2011. у насељу је живело 208 становника. Насеље се налази на надморској висини од 631 м.

## Становништво
Према резултатима пописа становништва 2011. у општини је живело 210 становника.
| 1931. | 1936. | 1951. | 1961. | 1971. | 1981. | 1991. | 2001. | 2011. |
| ----- | ----- | ----- | ----- | ----- | ----- | ----- | ----- | ----- |
| 356   | 341   | 294   | 285   | 225   | 200   | 175   | 194   | 210   |